# Tranzisztoros modulátor
A tranzisztoros modulátor olyan modulátorkapcsolás, amellyel amplitúdómodulációt lehet megvalósítani. Tranzisztorokkal sokféleképpen, és többféle elven megvalósítható a modulátorkapcsolás.
A tranzisztoros modulátorok mindegyike aktív modulátor, tápfeszültséget igényelnek, működésük során jelerősítést is végeznek, a vivőhullámot és a moduláló jelet előállító fokozatokra számottevő terhelést nem gyakorolnak.

## Jelvágáson alapuló kapcsolás[1]
A jelvágáson alapuló tranzisztoros modulátorkapcsolás működési elve megegyezik a diódás modulátor elvével. A tranzisztor tölti be a dióda szerepét. 
A tranzisztoros modulátor alapja egy erősítőáramkör, melynek munkapontja úgy van beállítva, hogy a bemenetére érkező jel negatív tartományát levágja. Mivel csak az egyik félperiódust használjuk, így egy AB osztályú erősítő egyik felét használjuk. 
- P3-P1: A vivőfrekvencia bemenete
- P3-P2: a moduláló jel bemenete
- C3: szűrókondenzátor, célja, hogy a nagyfrekvenciás jel ne jusson vissza a moduláló jelet előállító fokozatra. A vivőhullám frekvenciáján kicsi, a moduláló jel frekvenciatartományában nagy impedanciát ad.
- C4: csatolókondenzátor, a vivőhullám frekvenciáján kicsi, a moduláló jel frekvenciatartományában nagy impedanciát ad.
- R4, R5 ellenállások: a két ellenállás arányával szabályozható a moduláló jel és a vivőjel aránya, vagyis a modulációs mélység. Maximális kimodulálás esetén a moduláló jel szintje a vivőfrekvencia szintjének 2/3 része. Ha a moduláló jel szintje ennél nagyobb, akkor a modulátor torzítani fog.
- R1, R3 ellenállások: A tranzisztor munkapontját állítja be. Bemenő jel nélkül a tranzisztor bázisfeszültsége a lineáris szakasz alján kell hogy legyen.
- T1 tranzisztor: felső határfrekvenciájának nagyobbnak kell lennie, mint a vivőjel frekvenciája.
- C1-L1 rezgőkör: rezonanciafrekvenciájának pontosan meg kell egyeznie a vivőjel frekvenciájával.
- R3: Kollektorellenállás
- C2: hidegítőkondenzátor
- C5: csatolókondenzátor, a vivőhullám frekvenciáján kis impedanciát ad.
- P6-P5: tápfeszültség
- P6-P4: modulált jel kimenet

## Vivőjel szintszabályozásán alapuló kapcsolás[1]
Amplitúdómodulált jelet úgy is előállíthatunk, ha a vivőhullámot egy olyan erősítőbe visszük be, aminek a kimeneti jelszintje a moduláló jel ütemében változtatható. Egy földelt emitteres erősítő kimeneti jelszintje a kollektorfeszültségtől függ. Az alábbi ábra egy ilyen kapcsolást mutat be: 
Ez a kapcsolás 2 erősítőáramkört tartalmaz. A T1 tranzisztorra épülő erősítő egy földelt emitteres A osztályú erősítő, amely a kollektorköri táplálását a T2 transzisztorra épülő, földelt kollektoros A osztályú erősítőről kapja. A T2 transzisztor itt úgy viselkedik, mintha egy változtatható ellenállás lenne,  melynek ellenállásváltozása a P1 ponton bevitt modulálójel pillanatnyi feszültségének függvényében történne.
- P1-P3: moduláló jel bemenete
- P2-P3: vivőjel bemenete
- C3, C4: leválasztókondenzátorok
- R1, R2: Bázisosztó, a T2 tranzisztor munkapontjának beállítása. A tranzisztor jelleggörbe lineáris szakaszának közepén kell lennie.
- R3, R4: Bázisosztó, a T1 tranzisztor munkapontjának beállítása. A tranzisztor jelleggörbe lineáris szakaszának közepén kell lennie.
- T1: tranzisztor, amely a vivőjelet erősíti, határfrekvenciájának nagyobbnak kell lennie a vivőfrekvenciánál
- T2: tranzisztor, amely a moduláló jelet erősíti
- L1: fojtótekercs, feladata, hogy a vivőjel visszajutását meggátolja a T1 tranzisztorba, viszont a moduláló jelre ne gyakoroljon számottevő hatást.
- C1: szűrőkondenzátor, szintén a vivőjel visszajutását akadályozza meg.
- R5: kollektorellenállás, a tranzisztorok ezen keresztül kapnak tápfeszültséget
- R6: a T2 tranzisztor munkaellenállása
- R7: emitterellenállás
- R8: a T1 tranzisztor munkaellenállása

R5-R6-R7-R8 értékeit úgy kell meghatározni, hogy bemeneti jelek nélkül mindkét tranzisztor a maximális kivezérlés (lineáris szakasz) felénél legyen
- C2: T2 emitter hidegítése
- C5: csatolókondenzátor, a vivőfrekvencián kis impedanciát kell hogy adjon
- P4-P5: a kimenő modulált jel kivezetése
- P4-P6: tápfeszültség

## Egyéb tranzisztoros megoldások

### Amplitúdómodulációdifferenciálerősítővel[1]
A kapcsolás érdekessége, hogy a vivőjel be- és kivezetése szimmetrikus, a moduláló jelé pedig aszimmetrikus.
- P1-P2: a vivőjel bemenete, (szimmetrikus!)
- P3: a moduláló jel bemenete
- P5: földpont
- P7: tápfeszültség U+
- P6: előfeszítés, U-
- P8-P9: a kimenő modulált jel (szimmetrikus!)